# Tossal Negre (Conca de Dalt)
El Tossal Negre és una muntanya de 1.890,6 metres d'altitud situada al límit dels termes municipals de Cabó, de l'Alt Urgell, i Conca de Dalt (antic terme d'Hortoneda de la Conca), del Pallars Jussà. És, per tant, també termenal entre les dues comarques esmentades.
Està situat al sud-est del Roc dels Quatre Alcaldes i al nord del Tossal de Caners.